# Rhyacia pyrophila
Rhyacia pyrophila är en fjärilsart som beskrevs av Ignaz Schiffermüller 1775. Rhyacia pyrophila ingår i släktet Rhyacia och familjen nattflyn. Inga underarter finns listade.